# Казаков, Константин Петрович
Константи́н Петро́вич Казако́в (5 (18) ноября 1902, Тула — 25 августа 1989, Москва) — советский военачальник, маршал артиллерии (28.04.1962). Командующий Ракетными войсками и артиллерией Сухопутных войск СССР (1963—1969).

## Биография
Родился в городе Тула в семье рабочего-оружейника. Окончил Тульское городское училище. Начал свою трудовую деятельность на Тульской литейной фабрике промывщиком литья в 1914 году, а в 1915 году начал работать подмастерьем, а затем и слесарем на Тульском оружейном заводе. Вступил в РКП(б) в 1920 году.
В марте 1921 года был призван в Красную Армию и направлен на учёбу. Окончил 1-ю Советскую объединённую военную школу РККА имени ВЦИК в Москве в 1923 году, после чего ему было присвоено звание красного командира. С 1923 по 1930 годы служил в частях Московского военного округа в Орле и Белгороде, прошёл путь от командира взвода до командира батареи.
В 1930 году окончил Академические курсы усовершенствования среднего комсостава РККА и направлен на работу в ту же 1-ю Советскую объединённую военную школу РККА имени ВЦИК, в которой учился сам. Там был командиром батареи, командиром дивизиона, преподавателем цикла артиллерии, начальником цикла тактики. Окончил вечернее отделение Военной академии РККА им. М. В. Фрунзе в 1936 году. В 1936—1939 годах преподавал во 2-м Московском артиллерийском училище. С августа 1938 года служил военным советником в Испании. С осени 1939 по март 1941 года — военный советник в Китае, участвовал в японо-китайской войне.
Великую Отечественную войну Казаков встретил в должности командира 331-го гаубичного артиллерийского полка Резерва ВГК Киевского особого военного округа в Житомире. Полк в составе 5-й армии Юго-Западного фронта участвовал в Львовско-Черновицкой и в Киевской оборонительной операции С февраля 1942 года — начальник оперативного отдела штаба артиллерии Юго-Западного фронта. С апреля 1942 по 1944 год был начальником оперативного отдела штаба Главного управления начальника артиллерии Красной Армии, будучи в этой должности выезжал в служебные командировки на Западный, Сталинградский, Донской, Воронежский фронты. Во время Сталинградской битвы несколько месяцев находился на фронте в составе группы при командующем артиллерией РККА Н. Н. Воронове.
С января (по другим данным, с июля) 1944 года и до конца войны командовал артиллерией 2-й ударной армии Ленинградского и 2-го Белорусского фронтов. В феврале 1945 года был тяжело ранен. После излечения участвовал в разгроме немецко-фашистских войск на территории Германии. Войну закончил в звании генерал-майора артиллерии на острове Рюген.
В мае 1945 года назначен командующим артиллерией 1-й Краснознамённой армии на Дальнем Востоке. Во время советско-японской войны участвовал в разгроме японской Квантунской армии на Харбинском направлении. После капитуляции Японии в звании генерал-лейтенанта артиллерии был назначен комендантом Харбина. 16 сентября 1945 года командовал Парадом Победы над Японией в Харбине.
В 1948 году окончил Высшие академические курсы при Высшей военной академии имени К. Е. Ворошилова. С июня 1948 года по май 1951 года командовал артиллерией Северной группы войск в Польше, с мая 1951 года по апрель 1953 года — артиллерией Приморского военного округа на Дальнем Востоке, с апреля 1953 года по сентябрь 1954 года — артиллерией Центральной группы войск в Австрии.
В 1954—1958 годах командовал 1-й армией противовоздушной обороны особого назначения. Тогда же ему было присвоено воинское звание генерал-полковника артиллерии.
В 1958—1960 годах командовал зенитно-ракетными войсками и зенитной артиллерией Войск Противовоздушной обороны страны. С июля 1960 года по март 1963 года — в должности командующего зенитными ракетными войсками и члена Военного Совета ПВО страны.
Воинское звание маршал артиллерии было присвоено 28 апреля 1962 года.
В 1963—1969 годах командующий Ракетными войсками и Артиллерией Сухопутных войск, член Военного Совета Сухопутных войск.
С июля 1969 года — военный инспектор-советник Группы генеральных инспекторов Министерства обороны СССР.
В послевоенные годы избирался депутатом Верховного Совета Белорусской ССР.

## Награды
- 4 ордена Ленина (4 февраля 1943, 6 мая 1946, 22 ноября 1962, 17 ноября 1982)
- Орден Октябрьской Революции (17 ноября 1972)
- 4 ордена Красного Знамени (6 ноября 1941, 3 ноября 1944, 24 июня 1951, …)
- 2 ордена Суворова 2-й степени (4 октября 1943, 8 сентября 1943)
- Орден Кутузова 1-й степени (10 апреля 1945)
- Орден Кутузова 2-й степени (5 октября 1945)
- Орден Богдана Хмельницкого 1-й степени (31 мая 1945) — за умелое и мужественное руководство боевыми операциями и за достигнутые в результате этих операций успехи в боях с немецко-фашистскими захватчиками[2]
- Орден Отечественной войны 1-й степени (11 марта 1985)
- Орден «За службу Родине в Вооружённых Силах СССР» 3-й степени (30 апреля 1975)
- Ряд медалей СССР[3].
- знак «50 лет пребывания в КПСС»

иностранные награды
- Офицерский крест Ордена Возрождения Польши (6 октября 1973)
- Ордена За воинскую доблесть 4-й (19 декабря 1958) и 5-й (21 мая 1946) степеней
- Орден «Звезда дружбы народов»
- Орден Красного Знамени (1970)
- Орден «За боевые заслуги» (6 июля 1971)
- Орден «Юнь Квей» III степени (24 января 1946)
- Медаль «За Одру, Нису и Балтику»
- Медаль «100 лет со дня рождения Георгия Димитрова»
- Медаль «90 лет со дня рождения Георгия Димитрова» (23 февраля 1974)
- Медаль «40 лет Победы над гитлеровским фашизмом» (16 мая 1985)
- Медаль «За укрепление дружбы по оружию» I степени
- Медаль «Китайско-советская дружба»
- Медаль «30-я годовщина Революционных Вооружённых сил Кубы» (24 ноября 1986)
- Медаль «30 лет Халхин-Гольской Победы» (1969)
- Медаль «50 лет Монгольской Народной Армии» (15 марта 1971)
- Медаль «50 лет Монгольской Народной Революции» (16 декабря 1971)
- Медаль «40 лет Халхин-Гольской Победы» (26 ноября 1979)
- Медаль «60 лет Вооружённым силам МНР» (29 декабря 1981)

## Мемуары
- Казаков К. П. Всегда с пехотой, всегда с танками. Военно-исторический очерк о боевых действиях артиллерии в крупнейших операциях Великой Отечественной войны. — Изд. 2-е. — М.: Воениздат, 1973. — 296 с.
- Казаков К. П. Огневой вал наступления. — М.: Воениздат, 1986. — 320 с.
- Казаков К. П. Артиллерийский гром. — Таллин: Ээсти раамат, 1982. — 222 с.

## Память
- Памятник в Москве на Новодевичьем кладбище.